# Kevin Saunderson
Kevin Saunderson es un músico estadounidense, nacido en Brooklyn, Nueva York el 5 de septiembre de 1964. A la edad de 9 años, se mudó a Detroit, donde coincidió, en el instituto de Belleville, con dos estudiantes Derrick May y Juan Atkins, con los que entablaría amistad y que son considerados como creadores de la música Techno, específicamente del Techno de Detroit.
Kevin Saunderson empezó su carrera como Dj y desarrolló nuevas habilidades que le introdujeron como productor musical que creó su propio sello discográfico KMS Records. Ha publicado bajo múltiples pseudónimos, tales como Tronik House, Reese Project, Essaray y E-Dancer. Su proyecto más conocido es, hasta la fecha Inner City con la vocalista Paris Grey.

## Alias
Kevin Saunderson ha lanzado producciones bajo varios alias, incluyendo:
- 2 The Hard Way (con Scott Kinchen)
- 3 Down (con Anthony Pearson & Donna Black)
- E-dancer
- Esser'ay
- Inner City (originalmente Inter City)
- Kaos (con Ann Saunderson)
- Keynotes
- Kreem (con Juan Atkins)
- KS Experience
- Reese
- Reese & Santonio
- The Reese Project (con Ann Saunderson, Michael Nanton & Rachel Kapp)
- Tranzistor (con Arthur Forest)
- Tronikhouse
- The Elevator
- The Bad Boys (con Arthur Forest)
- Unreleased Project (con Ann Saunderson, Dennis White, DJ Tone & Shanna Jackson)
- X-Ray (con Derrick May & Juan Atkins)